# Barbicornis bahiana
Barbicornis bahiana är en fjärilsart som beskrevs av Azzará 1978. Barbicornis bahiana ingår i släktet Barbicornis och familjen Riodinidae. Inga underarter finns listade i Catalogue of Life.